# Monique Adamczak
Monique Adamczak (Kensington, 21 januari 1983) is een tennisspeelster uit Australië. Op negenjarige leeftijd begon zij met tennis. Haar favoriete ondergrond is gras. Zij speelt rechtshandig en heeft een enkelhandige backhand.

## Loopbaan
Zij speelde in 1998 haar eerste ITF-toernooi in Warrnambool (Australië). In 2000 won zij haar eerste ITF-toernooi in Jaipur (India). Later in haar carrière is zij zich meer op het vrouwendubbelspel gaan toeleggen.
In 2017 won Adamczak haar eerste WTA-titel, op het dubbelspeltoernooi van Nottingham, samen met landgenote Storm Sanders. In 2018 volgde een tweede, op het dubbelspeltoernooi van Guangzhou, samen met landgenote Jessica Moore.

## Posities op deWTA-ranglijst
Positie per einde seizoen:
| jaar | rang enkelspel | rang dubbelspel |
| ---- | -------------- | --------------- |
| 1998 | 772            | –               |
| 1999 | 532            | –               |
| 2000 | 472            | 479             |
| 2001 | 331            | 291             |
| 2002 | 854            | –               |
| 2003 | 271            | 388             |
| 2004 | 336            | 263             |
| 2005 | 382            | 288             |
| 2006 | 232            | 111             |
| 2007 | 167            | 153             |
| 2008 | 196            | 214             |
| 2009 | 145            | 174             |
| 2010 | 342            | 381             |
| 2011 | 284            | 323             |
| 2012 | 187            | 158             |
| 2013 | 278            | 168             |
| 2014 | 331            | 112             |
| 2015 | –              | 366             |
| 2016 | –              | 459             |
| 2017 | 686            | 56              |
| 2018 | –              | 58              |

## Palmares
| Legenda                 |
| ----------------------- |
| Grandslamtoernooi       |
| Olympische Spelen       |
| Year-End Championships  |
| Premier Mandatory       |
| Premier Five / WTA 1000 |
| Premier / WTA 500       |
| International / WTA 250 |
| Challenger / WTA 125    |

### WTA-finaleplaatsen enkelspel
geen

### WTA-finaleplaatsen vrouwendubbelspel
| nr.              | finale     | toernooi          | ondergrond | partner       | tegenstandsters                       | score            |         |
| ---------------- | ---------- | ----------------- | ---------- | ------------- | ------------------------------------- | ---------------- | ------- |
| gewonnen finales |            |                   |            |               |                                       |                  |         |
| 1.               | 2017-06-18 | WTA Nottingham    | gras       | Storm Sanders | Jocelyn Rae Laura Robson              | 6-4, 4-6, [10-4] | details |
| 2.               | 2018-09-22 | WTA Guangzhou     | hardcourt  | Jessica Moore | Danka Kovinić Vera Lapko              | 4-6, 7-5, [10-4] | details |
| verloren finales |            |                   |            |               |                                       |                  |         |
| 1.               | 2017-09-16 | WTA Japan (Tokio) | hardcourt  | Storm Sanders | Shuko Aoyama Yang Zhaoxuan            | 0-6, 6-2, [5-10] | details |
| 2.               | 2017-09-23 | WTA Guangzhou     | hardcourt  | Storm Sanders | Elise Mertens Demi Schuurs            | 2-6, 3-6         | details |
| 3.               | 2017-11-19 | WTA Taipei        | tapijt (i) | Naomi Broady  | Veronika Koedermetova Aryna Sabalenka | 6-2, 6-7, [6-10] | details |
| 4.               | 2018-10-14 | WTA Tianjin       | hardcourt  | Jessica Moore | Nicole Melichar Květa Peschke         | 4-6, 2-6         | details |
| 5.               | 2019-04-07 | WTA Monterrey     | hardcourt  | Jessica Moore | Asia Muhammad Maria Sanchez           | 6-7, 4-6         | details |
| 6.               | 2019-07-21 | WTA Lausanne      | gravel     | Han Xinyun    | Anastasija Potapova Jana Sizikova     | 2-6, 4-6         | details |

## Resultaten grandslamtoernooien
| Legenda | Legenda                          |
| ------- | -------------------------------- |
| g.t.    | geen toernooi gehouden           |
| l.c.    | lagere categorie                 |
| –       | niet deelgenomen                 |
| G       | uitgeschakeld in de groepsfase   |
| 1R      | uitgeschakeld in de eerste ronde |
| 2R      | uitgeschakeld in de tweede ronde |
| 3R      | uitgeschakeld in de derde ronde  |
| 4R      | uitgeschakeld in de vierde ronde |
| KF      | uitgeschakeld in de kwartfinale  |
| HF      | uitgeschakeld in de halve finale |
| F       | de finale verloren               |
| W       | het toernooi gewonnen            |
| w-v     | winst/verlies-balans             |

### Enkelspel
| toernooi        | 2005 |    | 2007 | 2008 | 2009 |
| --------------- | ---- | -- | ---- | ---- | ---- |
| Australian Open | 1R   | 2R | 1R   | –    |      |
| Roland Garros   | –    | –  | –    | –    |      |
| Wimbledon       | –    | –  | –    | –    |      |
| US Open         | –    | –  | –    | 1R   |      |

### Vrouwendubbelspel
| Australian Open | 1R | 1R | 2R | 1R | 1R | 1R | 1R | 1R | 1R | 1R | 3R | 2R | –  | 1R | 2R |
| Roland Garros   | –  | –  | –  | –  | –  | –  | –  | –  | –  | –  | –  | –  | –  | 1R | 1R |
| Wimbledon       | –  | –  | –  | –  | –  | –  | –  | –  | –  | –  | –  | –  | 2R | 1R | 1R |
| US Open         | –  | –  | –  | –  | –  | –  | –  | –  | –  | –  | –  | –  | –  | 2R | 1R |

### Gemengd dubbelspel
| toernooi        | 2007 | 2008 |    | 2018 | 2019 |
| --------------- | ---- | ---- | -- | ---- | ---- |
| Australian Open | 2R   | 1R   | 1R | 1R   |      |
| Roland Garros   | –    | –    | –  | –    |      |
| Wimbledon       | –    | –    | –  | 2R   |      |
| US Open         | –    | –    | –  | –    |      |